# Hurînivka, Bilopillea
Hurînivka (în ucraineană Гуринівка) este localitatea de reședință a comunei Hurînivka din raionul Bilopillea, regiunea Sumî, Ucraina.

## Demografie
Componența lingvistică a localității Hurînivka
     Ucraineană (94,3%)
     Rusă (4,94%)
     Alte limbi (0,38%)
Conform recensământului din 2001, majoritatea populației localității Hurînivka era vorbitoare de ucraineană (94,3%), existând în minoritate și vorbitori de rusă (4,94%).